# Pörgekarúak
A pörgekarúak (Brachiopoda, régi magyar nevén kagylósférgek) kéthéjú külső vázzal rendelkező tapogató-csillókoszorús állatcsoport. Néhány szabadon úszó faját leszámítva aljzathoz rögzített életmódú, nyéllel a fenékhez tapadó, szűrő táplálkozású élőlénykör. Házuk a kagylók héjához morfológiailag hasonló, de nem homológ, mindig egyenlőtlen teknőjű, de általában egyenlő oldalú (vagyis tengelyszimmetrikus). A kagylóknak jobb és bal oldali, ezzel ellentétben a pörgekarúaknak alsó és felső teknőjük van. A régi rendszertanok a testüreges állatok (Coelomata) közé tartozó Tentaculata (tapogatókoszorúsok) törzs egyik osztályaként írják le. Ezt a törzset ma a tapogatós-csillókoszorús állatok néven (Lophotrochozoa) tartják nyilván. Közös jellemzőjük a test elülső részének koszorúszerű tartóján (lophophor) elhelyezkedő számos tapogató (tentaculum). A pörgekarúak tapogatókoszorúja olyan mértékben módosult, hogy alig ismerhető fel.

## Tudománytörténetük
A pörgekarú elnevezés a természettudományok korai korszakából származik, és egy tévedésen alapul. Mikor nevet adtak nekik, abból a téves nézetből indultak ki, hogy ezek tulajdonképpen puhatestűek, a kagylók rokonai, s mivel ott az egyik csoportot fejlábúaknak (Cephalopoda), a másikat haslábúaknak (Gastropoda), a harmadikat fejszelábúaknak (Pelecypoda), a negyediket ásólábúnak (Scaphopoda) nevezték el, ezek részére olyan nevet kerestek, amely kifejezze az azoktól való eltérést. A régi természetbúvárok olyan vonatkozásokat véltek felismerni a pörgekarúak és a kagylók között, amelyek a valóságban nincsenek meg s megegyezésük nem egyéb külső hasonlatosságnál. Ezt a külső hasonlatosságot az a körülmény adja meg, hogy a pörgekarúaknak is kétteknőjű házuk van, és ezen az alapon sokáig nem is tartották őket egyébnek, mint a kagylók egyik különleges csoportjának. A szájnyílás mellett kisarjadt két spirálisan becsavarodott szervben a táplálék megszerzésére való szervet láttak, mert az akkoriban még Cuvier által is puhatestűeknek tartott kacslábú rákokra gondoltak. A félreértés annál is inkább meggyökeresedhetett, mert csak a 19. század második felében ismerték fel, hogy a vélt fogókarok egyáltalában nem tudják végezni a nekik tulajdonított feladatot, mert a valóságban kopoltyúk. Az amerikai Morse és az orosz Kowalewsky 1873-ban, ill. 1874-ben közzétett vizsgálatai inkább Steenstrup ama véleményét erősítették meg, hogy a pörgekarúak nem egyebek nagyon átalakult "férgeknél", amit belső szerkezetük és fejlődésük bizonyít. Ettől kezdve a magyar nyelvű szakirodalom sokáig kagylósféreg néven emlegette a kagylósrákok mintájára.

## Jelentőségük ma és egykor
Annak ellenére, hogy életműködéseik nem látványosak, más tekintetben nagyon figyelemreméltók. A földörténeti ókor és részben a mezozoikum rétegtanában is kiemelkedő szerepet játszanak. Virágzásuk kora a földtörténeti ókor időszakára esett. A kambriumból ismertek a szaruhéjas Lingulella és Obulus nemek, valamint a már mészvázú Orthis. Az Orthis a hasi teknő búbján kilépő nyéllyukkal is rendelkezett. Az ordovícium és szilur idején a homokos–meszes sekélytengeri fáciesekben gyakoriak. Az ordovíciumban korábbról is ismert Orthis mellett a Crania és a Lingula nemek a legfontosabbak. Az utóbbi a mai napig létező nem, a szabadon úszó pörgekarúak elsője. A szilurban a Trimerella, Chonetes és Atripa nemek jellemzőek. A devon folyamán nagymértékű diverzitást mutatnak, több fajuk kőzetalkotó mennyiségben is előfordul. Kialakultak a Productida-, Terebratulida- és Spiriferida-félék ősi nemei, mint a Productus, a Stringocephalus, Uncites és a Spirifer. Az Uncites az egyik első olyan pörgekarú, amelynek házán tengelyes szimmetria sincsen, mivel a búb és a nyéllyuk enyhén csavarodik. A sekélytengeri és zátonyfáciesekben már osztoznak a vastagabb héjú kagylókkal. A karbonban a Productus- és Spirifer-félék élőhelye a középmély vizek felé tolódott, amit a mészköves összletek előfordulásai mutatnak. E két nem nagyszámú fajával egyfajta virágkora volt a pörgekarúaknak a karbon időszak. Óriás növésű alakjuk, a P. giganteus elérhette a 370 mm-t. A permben a két csoporthoz csatlakozott még a szabálytalan alakú házú Richthofenia és Lyttonia.
Második felvirágzásuk volt a triász végén, valamint egy utolsó a jura elején, amit a toarci anoxikus esemény zárt le. Valamikor nemcsak nagyon sok fajuk élt, hanem egyedeiknek is olyan rengeteg tömege népesítette be az ősvilági tengereket, hogy héjaikból helyenként vastag sziklarétegek keletkeztek, ezt kőzetalkotó mennyiségű fosszíliának nevezik. Ma élő 150–160 fajukkal szemben majdnem 10 000 kihalt ismeretes eddig. A triászban a kagylósmészkő Rhynchonella, Coenothrys és Halorella vázakat tartalmaz (Terebratula- és Rhynchonella-félék). Ez a két csoport a jurában is rendkívül fontos, a hierlatz mészkőben kőzetalkotó mennyiségben fordul elő. A Pygope diphya és P. aspasia szintjelző.
A mai pörgekarúak és legrégibb őseik megegyezéséből fontos következtetéseket vonhatunk az ősvilági tengerek állapotára is. Részei voltak a Sepkoski-féle első evolúciós faunának is, fejlődésük a szilur időszakban érte el a csúcsát, fajszámuk a perm időszak végéig magas maradt, majd a perm végi kihalás rendkívül súlyos csapást mért rájuk. Régen ismert tény, hogy alulmaradtak a kagylókkal folytatott evolúciós versenyben. Egy olyan korban érték virágkorukat, amikor a kagylók diverzitása még igen alacsony volt. A karbonban kezdődött meg a kagylók lassú fellendülése, amikor elhagyták a kialakulásuk helyszínéül szolgáló iszapos, csendes vizeket és alkalmazkodtak az erős kinetikai igénybevételhez a tengerparti sávban, ahol a pörgekarúak ellenében kibontakoztak. A perm–triász kihalási esemény volt az a végső lökés, ami eldöntötte a kagylók és a pörgekarúak evolúciós párbaját.

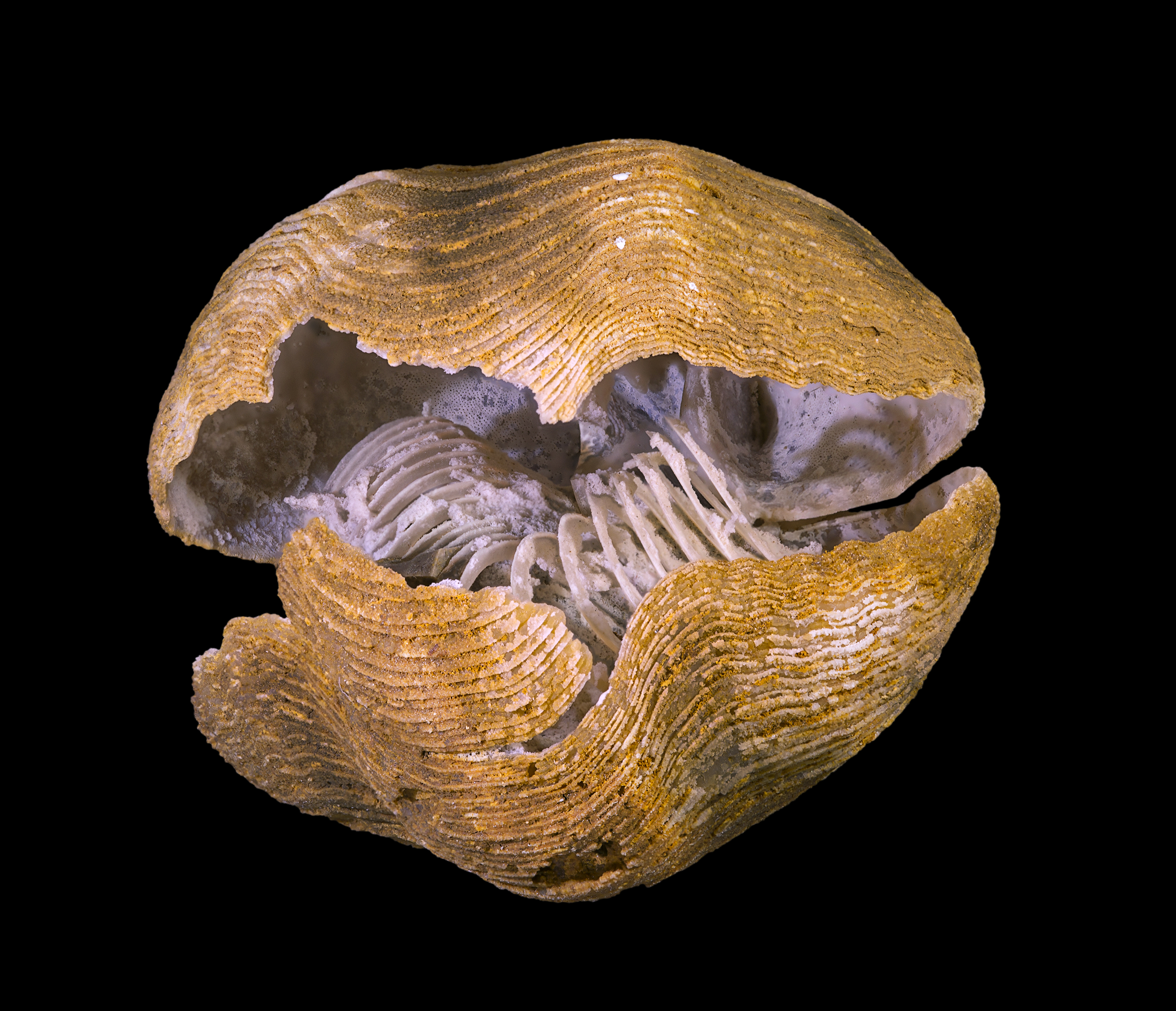
Spiriferina rostrata

A kagylók és pörgekarúak szerepcseréjének oka az életmódban keresendő. A pörgekarúak többsége helyhez kötött életmódot folytat, nyéllel rögzül az aljzathoz. Az árapályzóna hullámverési övét nehezen viselik el, mivel házaik törékenyek. A rögzítettség miatt a számukra kedvező vízmélységet az árapály-jelenség közben nem tudják követni, ezért ott éltek mindig, ahol kicsi volt a tengerjárás. Azonban nem csak a napi szintű vízmélység ingadozást nem tudták követni, hanem a hosszabb idő alatt bekövetkező transzgressziót vagy regressziót sem. A kihalási eseményeknél általánosan megfigyelhető jelenség, hogy a kihalási hullámot a zátonylakó és zátonyépítő, a vízmélységre és oxigénkoncentrációra érzékeny fajok kezdik, ami tengerszint változásra utal. A túl mélyre kerülő pörgekarúak oxigénszegény vizekben találták magukat, a túl magasra kerülők pedig a hullámverési övben. Legnagyobb többségük ezen felül a tengervíz sótartalmára is nagyon érzékeny, sem a bepárlódott ultrasós vizet, sem a csökkentsós vizet (folyótorkolatok) nem szeretik. A szabadon mozgó, vagy az aljzathoz rögzített, de vastag és ellenálló házzal rendelkező kagylók minden tekintetben előnybe kerültek velük szemben, nem tekinthető véletlennek, hogy a pörgekarúak legrégebben ismert, és ma is létező neme, a Lingula éppen egy szabadon úszó csoport.
Már a kréta elején megfigyelhető a sekélytengeri életközösségek változása, új típusú fauna alakult ki. A pörgekarúak nyílttengeri üledékekben jelentősek, a Terebratula és Rhynchonella nemek az írókrétában fordulnak elő a nagy tömegű Foraminifera között. A paleogén és neogén folyamán a pörgekarúak alárendelt szerepűek az ősmaradvány-anyagban.

## Általános jellemzésük

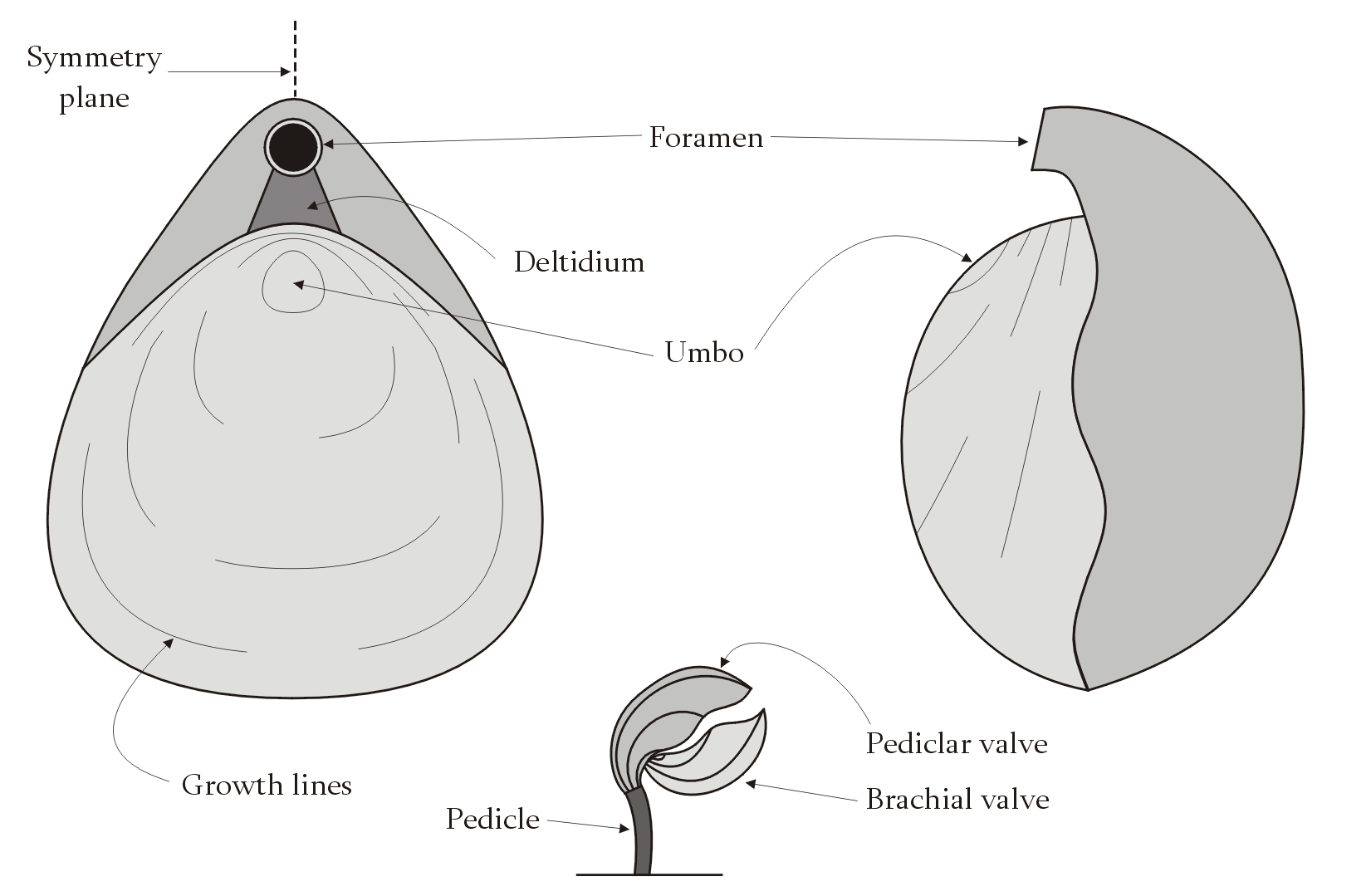
Pörgekarúház anatómiája. Symmetri plane = szimmetria tengely, Foramen = nyéllyuk, Umbo = búb, Deltidium = zár, Growth lines = növekedési vonalak, Pedicle = nyél, Pediclar valve = hasi teknő vagy nyeles teknő, Brachial valve = háti teknő vagy kartámasztó teknő. Megtévesztő módon általában a hasi teknő helyezkedik el felül

A pörgekarúak házanyagát a köpeny választja ki, amely tulajdonképpen embrionális korban módosuló bőrredő. A héj szerkezete és anyaga rendkívül sokféle lehet. A legkorábbról ismert csoportok szarunemű és kalciumfoszfát anyagú lemezkékből épülnek fel, a későbbieké már legtöbbször kalcium-karbonátos, azaz meszes anyagú. A héjat apró csatornák járják át. A héj a növekedési vonalakban és a sokszor megjelenő sugárirányú bordák meglétében a kagylókéra hasonlít, de előfordulhat a búbtól induló, szimmetriatengelyben elhelyezkedő csatorna, és az ellenoldalon nagy borda is, amely a kagylóknál sosem figyelhető meg.
A jelenleg élő fajok közel felét egyetlen rend tagjai, a zárnélküli Terebratula-félék (Terebratulida) adják. Már a szilurtól ismert. A család valamennyi tagján azonnal feltűnik a két teknő nem egyenlő volta; az egyik hasas, nagyobb mint a másik, vége csőrszerűen megnyúlt s a csőr átfúrt. Ezen a lyukon rövid, izmos nyél nyúlik ki, amelynek segítségével az állat rögzíti magát különböző tenger alatti tárgyakhoz. Ha az üres héjat szétnyitjuk, meggyőződhetünk arról is, hogy azok a csőr közelében levő zárókészülék segítségével össze vannak kötve egymással olyanképpen, hogy a nagyobb teknő egy pár foga beleilleszkedik a kisebb teknő megfelelő bemélyedéseibe. A teknők nem eshetnek széjjel, annak ellenére sem, hogy nincsen rajtuk a kagylókéhoz hasonló sarokpánt. A kezdetleges típusoknál a nyél még nem a hasi teknő nyéllyukán lép ki, hanem a két teknő közti hézagból.
Az állatnak a héjban való elhelyezkedéséből azt kell következtetnünk, hogy a nagyobb, hasasabb teknő a hasoldalon, a kisebb pedig a hátoldalon fekszik. Az utóbbinak a zártájékától díszes, hurokszerű mészképződmény, a karváz nyúlik a szemben fekvő szabad felső szegélyig, amelynek különböző fejlettsége és alkotása önként kínálkozó bélyegeket nyújt az egyes családok és más csoportok pontos rendszertani megkülönböztetésére. Ez a karváz a kihalt állatokon is nagyon jól felismerhető és szerkezete tanulmányozható, s fontos következtetések vonhatók belőle annak a szervnek a szerkezetére, amelytől az egész csoport a nevét kapta.
A teknők zárását és nyitását egyaránt izmok végzik. A kagylók esetében csak a teknők zárása aktív izommunka, a nyitás a záráskor megfeszülő sarokpánt végzi. A pörgekarúak záróizma hasonló a kagylókéhoz, a nyitóizom pedig a nyéllyukba ízesülő háti teknő csúcsába és a hasi teknő kupolájába rögzül.
A mészváz két, spirális vonalban becsavarodott, rojtos szélű ajakfüggelék vagy kar megtámasztására szolgál. A teknők által bezárt üreg nagyobb részét ezek foglalják el. A függelékek a lélegzés szervei; mozgatni az állat alig tudja őket, és így igazán nem érdemlik meg a nevüket, mert a Rhynchonelláéi kivételével ki sem tolhatók a héjból és így a táplálékot sem tudják megragadni. Mégis van szerepük a táplálékszerzésben, mert a felületüket borító csillók vízáramot keltenek és ez szállítja az apró részecskékre darabolódott táplálékot a szájba. A bélcsatorna rövid és vakon végződik. Az eddig leírt részeket, amelyek a legkönnyebben ötlenek szembe a héj szétnyitásakor, két vékony köpenylemez burkolja be; a köpenylemezek szorosan hozzásimulnak a héjhoz, melynek anyagát is ők választják ki. Ezeknek a lemezeknek a tágulataiban foglalnak helyet a nagyon egyszerű szerkezetű ivarszervek is. Az ivarok különváltak és néha eltérő héjaikról külsőleg is megkülönböztethetők egymástól. Az ivartermékek kivezetőjárataiul és egyúttal valószínűleg kiválasztószervül is egy pár hártyás, belül csillós tölcsér szolgál, amelyeknek szabad vége a testüregbe nyílik; a peték és a hím csírasejtek szállítását egyaránt végzi.

## Egyedfejlődésük

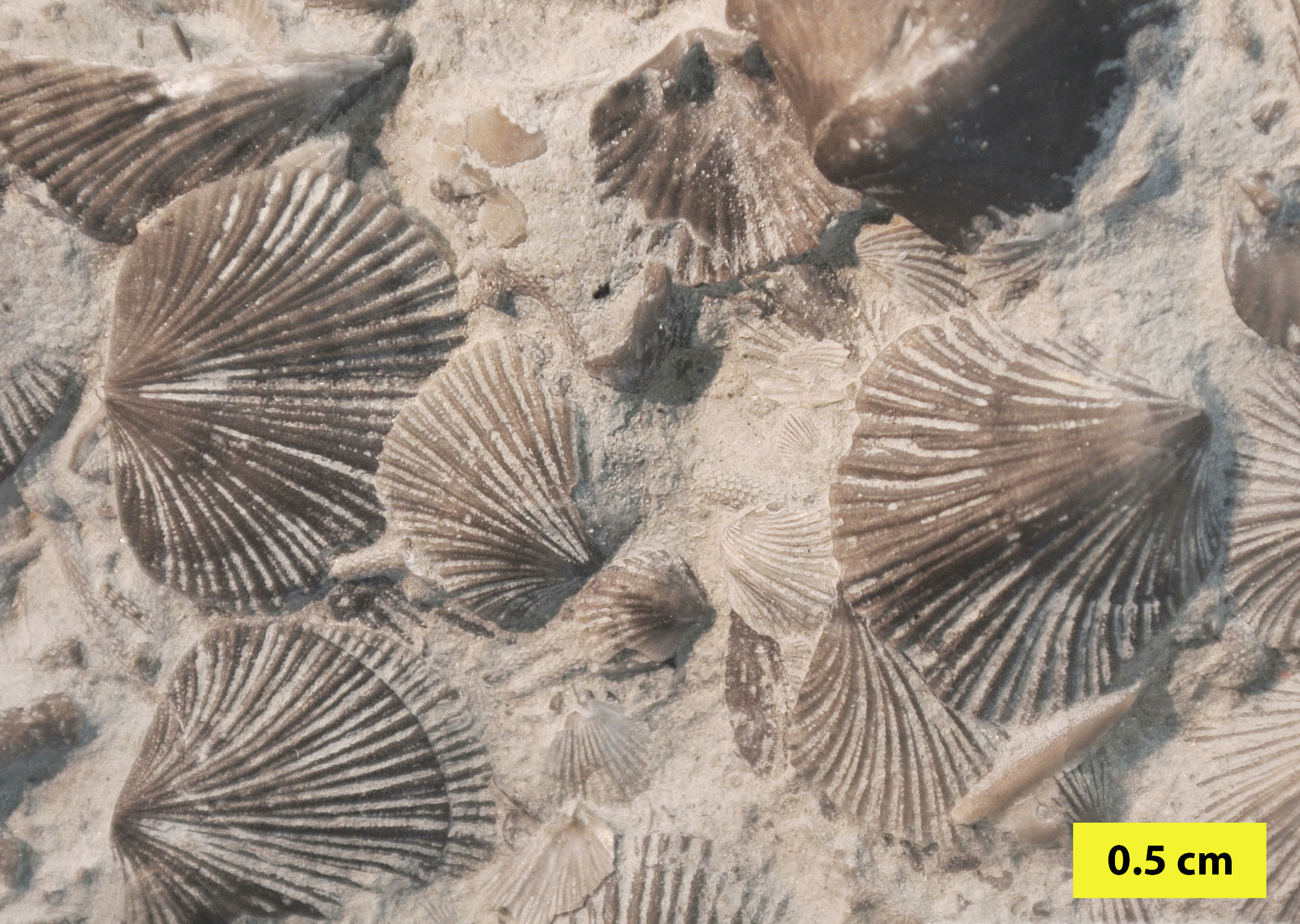
Cincinnetina meeki pörgekarúak. A pörgekarúak gyakran fordulnak elő a kőzetekben tömegesen. A jelenség magyarázata az lehet, hogy a pörgekarúak lárvái a múltban sem távolodtak el nagyon a szülő egyedek kolóniájától

A peték egy, az alsó köpenylemez által alkotott zacskóba jutnak. Ugyanebbe süllyed bele a két hozzá legközelebb eső karfodor is, ezek megvastagszanak s a végük megduzzad; a duzzanat körül csoportosulnak a peték s az embriók rövid szalaggal összenőnek vele. Az embrió kezdetben zsömle alakú, azután rövid, zömök féreghez lesz hasonlóvá, ez a trochofóra-lárva. Elülső kisebbik fele olyan, mint valami fej, s rajta négy szemfolt és egy bemélyedés, a leendő szájnyílás látható. Az egész lényt csillók borítják.
A braciopodák lárvái többnyire a szülőktől csak igen kis mértékben távolodnak el, az óceán méretű víztömegek legyőzésére a múltban sem voltak képesek, még a szabadon úszó változataik sem. A rajzólárva ernyőszerű fejrésszel rendelkezik. A középső legnagyobb testrész két izmot rejt magában, amelyek később lesüllyednek a nyél felé. A lefelé irányuló kör alakú bőrredő, amelyből tűszerű, hosszú sertecsomók merednek ki, még nyomát sem árulja el a későbbi kitűrődésnek, miként az egyszerűen legömbölyített hátulsó részen sem lehet még látni, hogy abból lesz későbben a nyél. A lárva ebben az állapotában olyan, mint valami sertelábú féreg lárvája, csakhogy nem fejlődik tovább a várt irányban, hanem ellenkezőleg, visszafejlődés állapítható meg rajta, miként azt a b jelzésű ábra tanúsítja. Ez a lárva már megtelepedett, a középső gyűrű bőrrésze visszahajlott, hogy a pörgekarú köpenyét alkotó burokká legyen, míg a fejrész már eltűnőben van. Abban az állapotban, amelyet a c kép ábrázol, még szintén valami féregre emlékeztető lény van előttünk. Hátulsó része nyélbe megy át s annak a segítségével az állat véglegesen megtelepszik és kialakul a kétteknős ház, védelmül az egyébként teljesen védtelen állatnak.

## Származásuk és filogenezisük

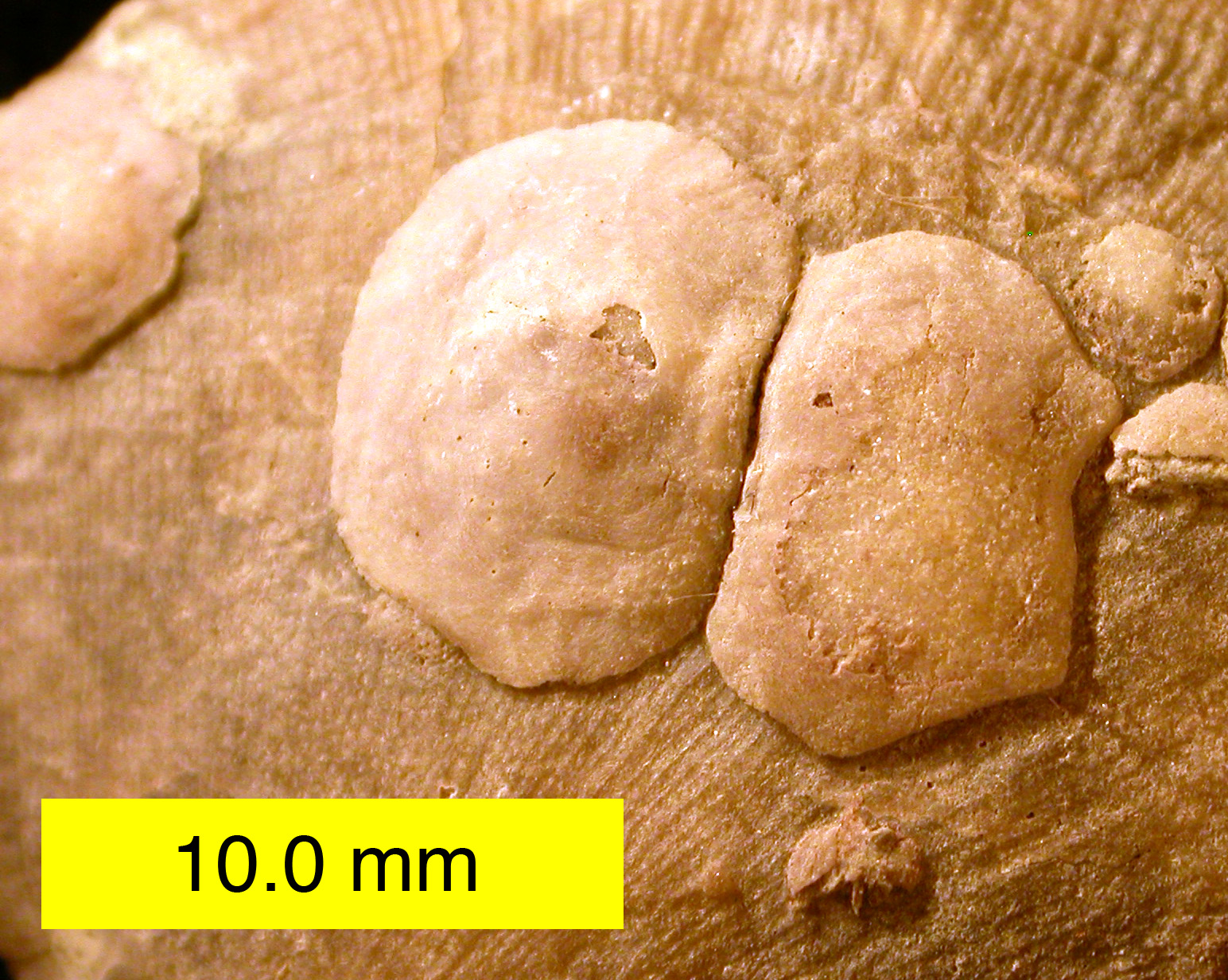
Petrocrania

A Brachiopodák 3 fő ágra oszlanak. Az első formák még az alsó-kambriumban jelentek meg, vázuk szaruanyagból épült fel. A földtörténeti ókorban számos nemük és családjuk élt, melyeknek jelentős része a perm-triász kihalási eseménynek esett áldozatul. A túlélők közül egy utolsó felvirágzás az alsó jura időszakra esett, majd a thoarci anoxikus esemény vetett véget a pörgekarúak utolsó nagy felvirágzásának. A földtörténeti középkor végéig még elég gyakoriak voltak, bár a kagylók már gyakoribbak voltak és számos korábban általuk betöltött élőhelyüket elfoglalták a kréta végéig. A kréta/tercier kihalási esemény után erősen megritkultak a leleteik a kőzetekben.
```
Brachiopoda
 ├─Linguliformea
 │   ├─Lingulata
 │   └─Paterinata†
 ├─Craniformea
 │   └─Craniida
 └─Rhynchonelliformea
     ├─Chileata†
     └─N.N.
         ├─Obolellata†
         ├─Kutorginata†
         └─Articulata
              ├─Strophomenata†
              └─Rhynchonellata
```

## Rendszertanuk
A fosszilis Brachiopodákat a két osztályban különítjük el a leletanyagban is látható különbségek alapján: Articulata és Inarticulata. Közülük az elsőt főképpen az jellemzi, hogy héjának van zárókészüléke és karváza, a második osztályén ellenben sem egyik, sem másik nincsen.
A recens pörgekarúak osztályozása ettől eltér.
| Pörgekarú rendszertan Az élő taxonok zölddel, a kihaltak szürkével jelölve after Williams, Carlson, and Brunton, 2000 |                |                  |            |
| altörzsek | osztály        | rend             | kihalás    |
| Linguliformea | Lingulata      | Lingulida        | recens     |
| Linguliformea | Lingulata      | Siphonotretida   | ordovícium |
| Linguliformea | Lingulata      | Acrotretida      | devon      |
| Linguliformea | Paterinata     | Paterinida       | ordovicium |
| Craniformea | Craniforma     | Craniida         | recens     |
| Craniformea | Craniforma     | Craniopsida      | karbon     |
| Craniformea | Craniforma     | Trimerellida     | szilur     |
| Rhychonelliformea | Chileata       | Chileida         | kambrium   |
| Rhychonelliformea | Chileata       | Dictyonellidina  | perm       |
| Rhychonelliformea | Obolellata     | Obolellida       | kambrium   |
| Rhychonelliformea | Kutorginata    | Kutorginida      | kambrium   |
| Rhychonelliformea | Strophomenata  | Orthotetidina    | Perm       |
| Rhychonelliformea | Strophomenata  | Triplesiidina    | szilur     |
| Rhychonelliformea | Strophomenata  | Billingselloidea | ordovícium |
| Rhychonelliformea | Strophomenata  | Clitambonitidina | ordovícium |
| Rhychonelliformea | Strophomenata  | Strophomenida    | karbon     |
| Rhychonelliformea | Strophomenata  | Productida       | perm       |
| Rhychonelliformea | Rhynchonellata | Protorthida      | kambrium   |
| Rhychonelliformea | Rhynchonellata | Orthida          | kambrium   |
| Rhychonelliformea | Rhynchonellata | Pentamerida      | devon      |
| Rhychonelliformea | Rhynchonellata | Rhynchonellida   | recens     |
| Rhychonelliformea | Rhynchonellata | Atrypida         | devon      |
| Rhychonelliformea | Rhynchonellata | Spiriferida      | jura       |
| Rhychonelliformea | Rhynchonellata | Thecideida       | recens     |
| Rhychonelliformea | Rhynchonellata | Athyridida       | kréta      |
| Rhychonelliformea | Rhynchonellata | Terebratulida    | recens     |

A magasabb szinteken a pörgekarúakat legalább három eltérő módon csoportosítják.
| Hagyományos besorolás          | Inarticulata                                                       | Inarticulata                                                       | Inarticulata               | Articulata         | Articulata         |
| Szaru- és mészváz szerint      | Lingulata                                                          | Lingulata                                                          | Calciata                   | Calciata           | Calciata           |
| Három osztályos                | Linguliformea                                                      | Linguliformea                                                      | Craniformea                | Rhynchonelliformea | Rhynchonelliformea |
| rendek                         | Lingulida                                                          | Discinida                                                          | Craniida                   | Terebratulida      | Rhynchonellida     |
| ------------------------------ | ------------------------------------------------------------------ | ------------------------------------------------------------------ | -------------------------- | ------------------ | ------------------ |
| Zár                            | Fog nélküli                                                        | Fog nélküli                                                        | Fog nélküli                | Fog és fogmeder    | Fog és fogmeder    |
| Végbélnyílás                   | A test elején, U alakú bél                                         | A test elején, U alakú bél                                         | A test elején, U alakú bél | Nincs              | Nincs              |
| Nyél                           | Üreges izmok                                                       | Üreges izmok                                                       | Nincs nyél                 | Nem üreges izmok   | Nem üreges izmok   |
| Nyél                           | Hosszú                                                             | Rövid                                                              | Nincs                      | Rövid              | Rövid              |
| Külső héjréteg                 | szaru és kitin                                                     | szaru és kitin                                                     | kitin                      | fehérje            | fehérje            |
| Elsődleges, vagy középső réteg | szaru és (kalciumfoszfát)                                          | szaru és (kalciumfoszfát)                                          | kalcit                     | kalcit             | kalcit             |
| Belső réteg                    | kollagén és más fehérjék, foszfátos kitin, apatit (kalciumfoszfát) | kollagén és más fehérjék, foszfátos kitin, apatit (kalciumfoszfát) | kalcit                     | fehérjék és kalcit | fehérjék és kalcit |
| tapogatók                      | Igen                                                               | Igen                                                               | Nem                        | Igen               | Igen               |

A táblázatból jól látható, hogy a szabadon mozgó Cranida-félék az osztályozási szempontok egy része alapján a rövid nyelűekhez, más része alapján a hosszú nyelűekhez csatlakozik. Ebből azt a következtetést lehet levonni, hogy a pörgekarúak legősibb, specializálatlan csoportja. A pörgekarúak ősei valószínűleg szabadon úszó, féregszerű lények voltak, amelyeknél először teknő, majd helyhez kötöttség alakult ki.

## Galéria

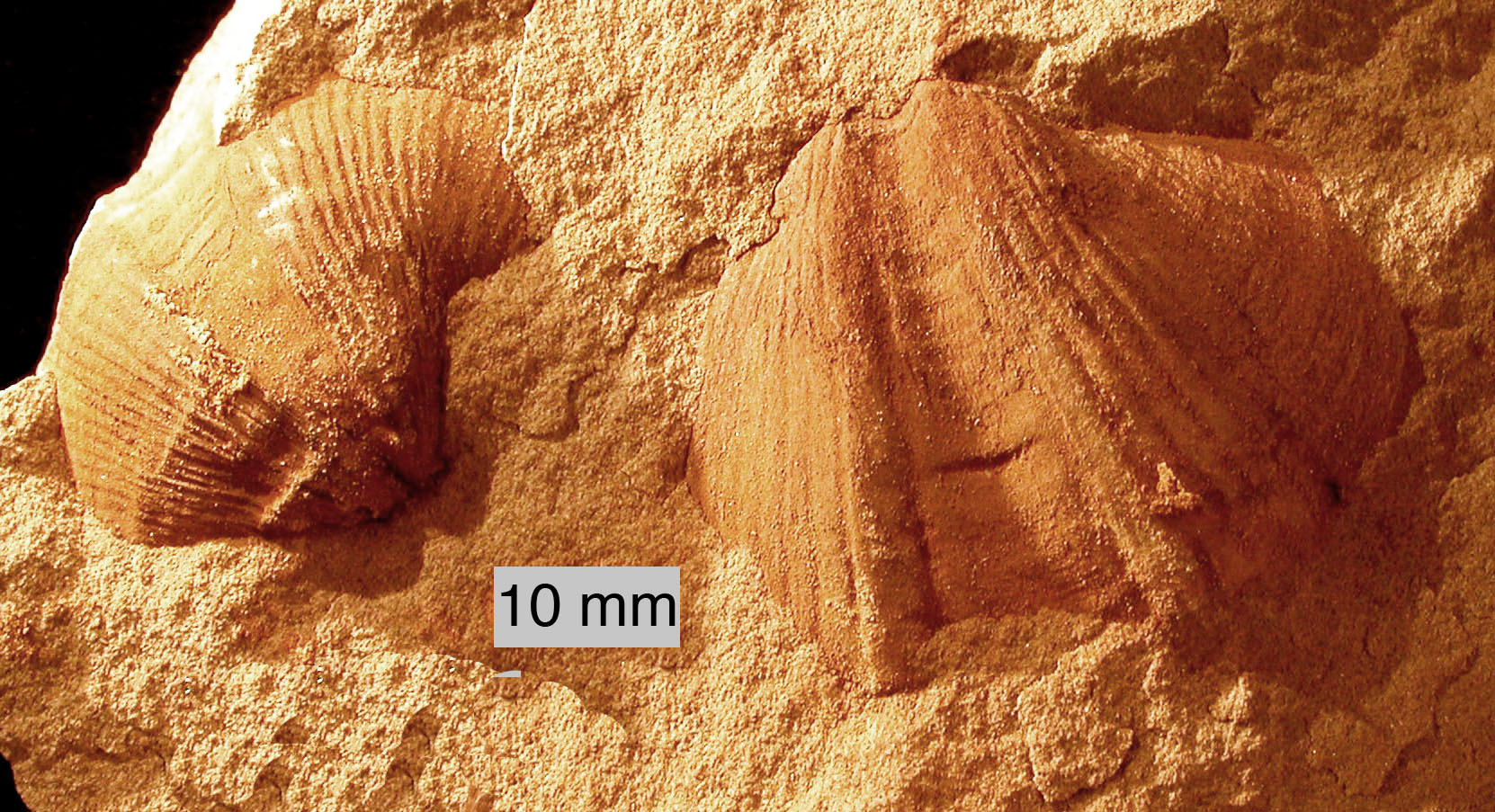
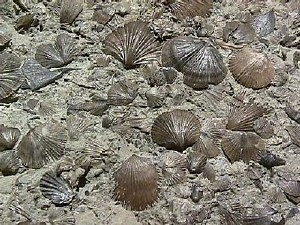
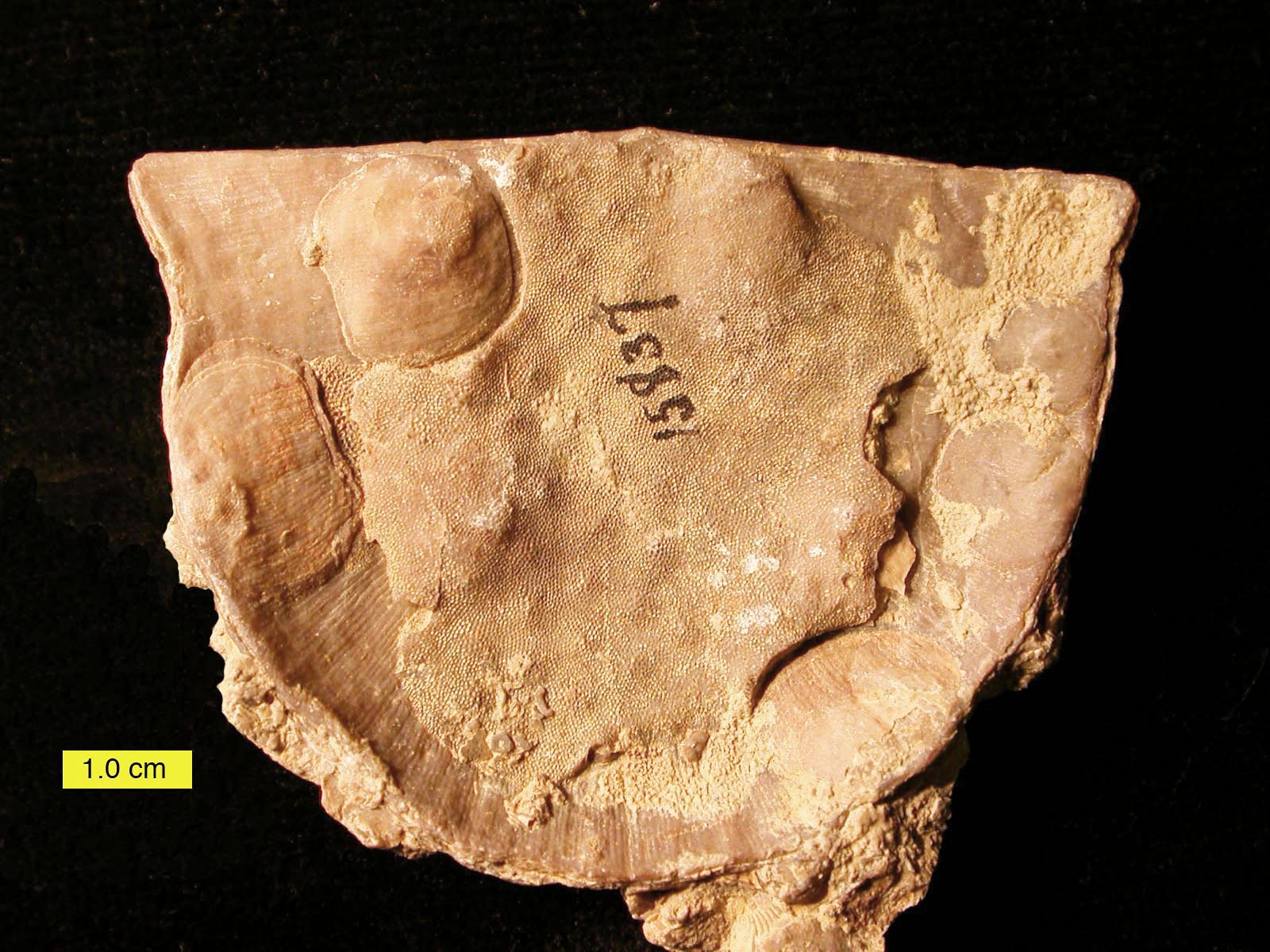
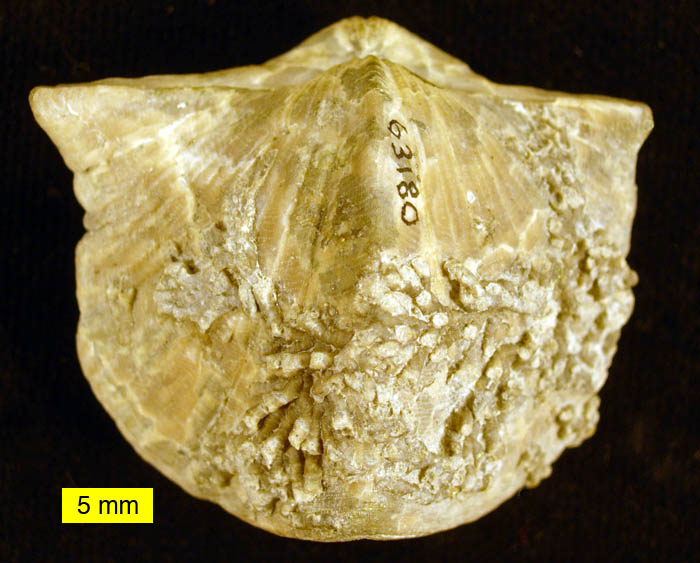
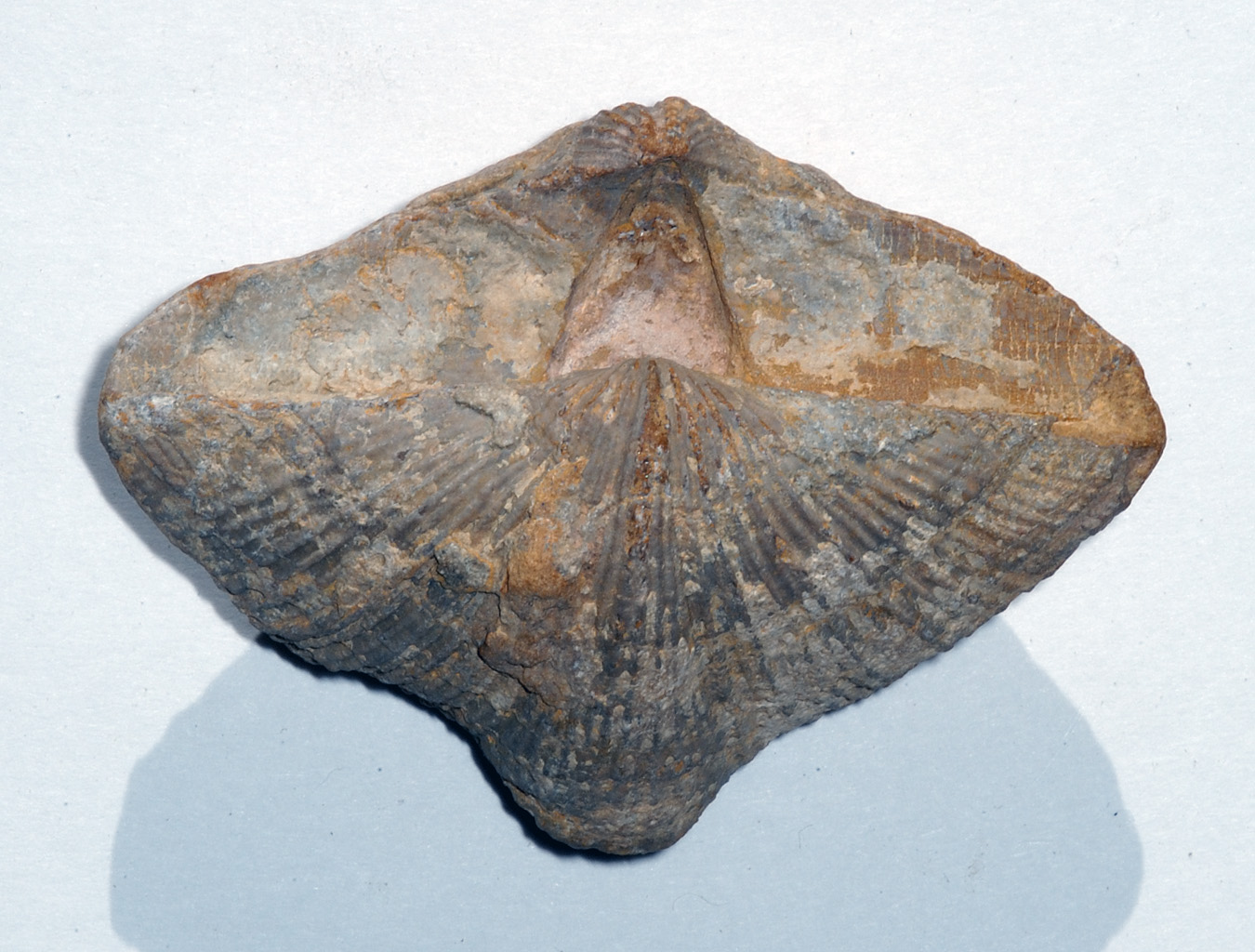
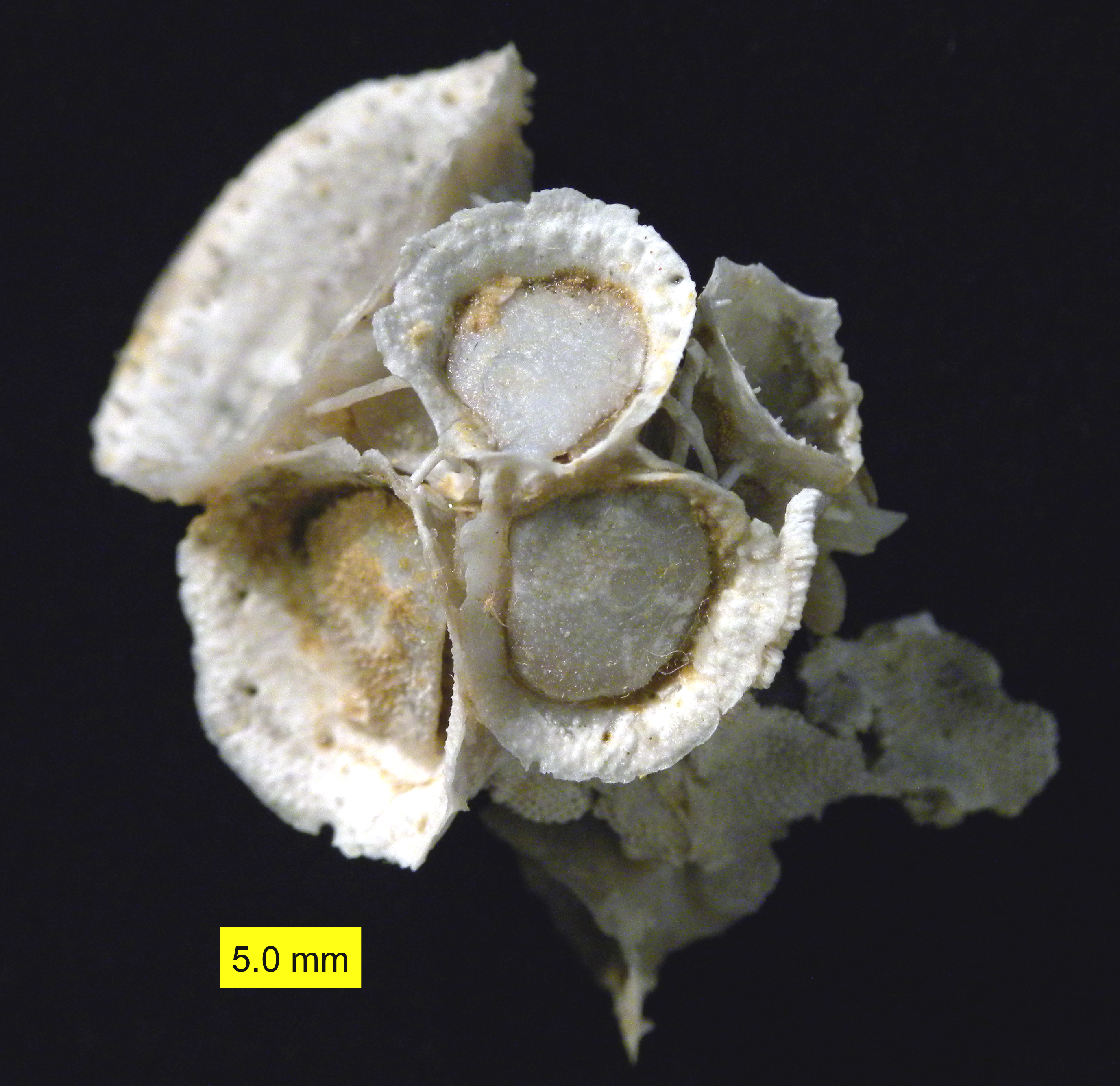
Hercosestria cribrosa
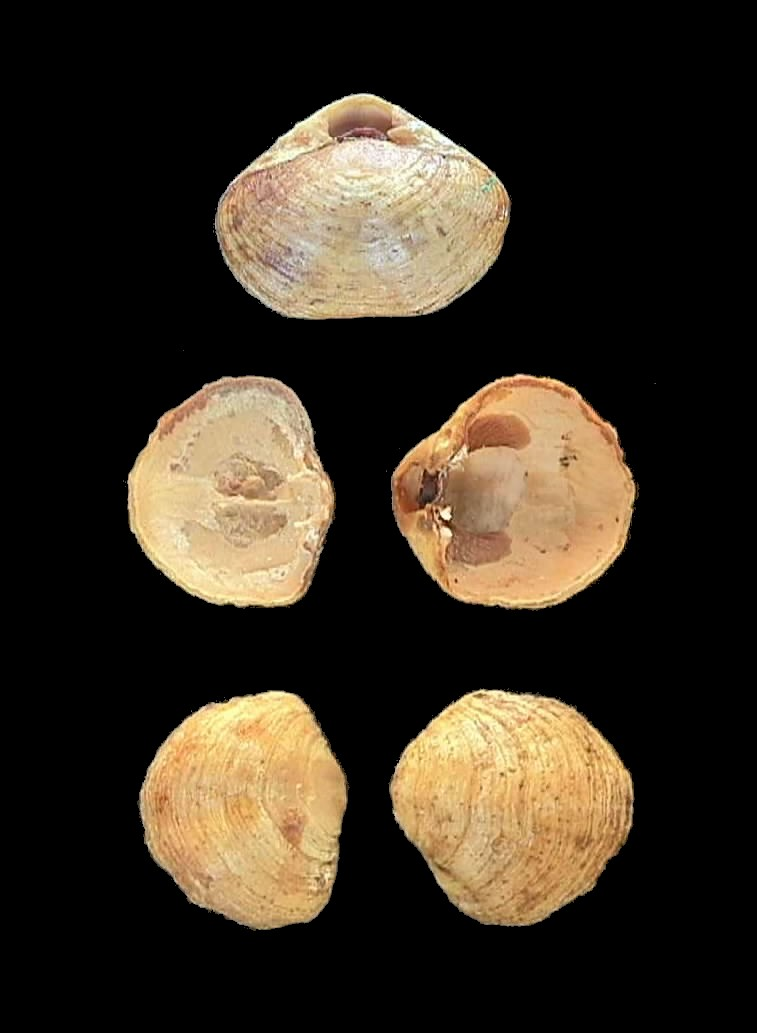
Terebratella sanguinea